# 清瀬天太
清瀬 天太（きよせ てんた、1996年8月25日 - ）は、日本のプロボクサー。兵庫県姫路市出身。姫路木下ボクシングジム所属。 WBC世界スーパーバンタム級ユース王座

## 人物
兄の影響で小学5年生からボクシングを始めた、。
17歳でプロデビュー。
2015年西日本新人王・西軍代表決定戦にて敢闘受賞。
引退後ボクシングトレーナーとして活動中。

## 来歴
2013年12月20日に阿倍野区民センターで平野拳生とバンタム級4回戦を戦い、4回0-2(37-38、36-39、38-38)判定負けでデビュー戦を白星で飾ることが出来なかったが、3か月後4回判定勝ちでプロ初勝利を収めた。
2015年西日本バンタム級新人王として、東軍代表武田航と対戦して5回0-3（46-48、45-50×2）の判定負けを喫して全日本新人王獲得はならなかった。
その後6連勝して2017年11月5日に行われた「ビッグファイトボクシング」にてひまわりホールでジョー・テホネスとWBC世界スーパーバンタム級ユース王座決定戦を行い、10回3-0（99-91、100-90×2）判定勝ちを収め世界ユース王座獲得に成功した。
そして2018年7月21日にウインク体育館で行われた「第50回ビッグファイトボクシング」にて元世界ミニマム級王者オーレドン・シッサマーチャイと戦い、7回終了TKO勝ちを収め、

この試合にてWBA世界ランキング12位・IBF15位にランクイン。
2019年2月10日にはウインク体育館でベン・マナンクィルとWBOアジアパシフィック・バンタム級王座決定
戦を行って12回0-3（113-114、111-116、113-116）の判定負けで王座獲得に失敗した。
現在は都内ボクシングジムにてトレーナーとして活動中。

## 獲得タイトル
- 2015年度西日本バンタム級新人王
- WBC世界スーパーバンタム級ユース王座（防衛0）

## 戦績
- アマチュアボクシング - 40戦31勝9敗
- プロボクシング - 19戦15勝3敗1分（7KO）

| 戦           | 日付           | 勝敗 | 時間    | 内容     | 対戦相手                                 | 国籍       | 備考                                      |
| ------------ | -------------- | ---- | ------- | -------- | ---------------------------------------- | ---------- | ----------------------------------------- |
| 1            | 2013年12月20日 | 敗北 | 4R      | 判定0-2  | 平野拳生（風間）                         | 日本       | プロデビュー戦                            |
| 2            | 2014年3月23日  | 勝利 | 4R      | 判定3-0  | 髙岡京佑（VADY）                         | 日本       |                                           |
| 3            | 2014年6月20日  | 引分 | 4R      | 判定1-0  | 大里登（大鵬）                           | 日本       |                                           |
| 4            | 2014年9月21日  | 勝利 | 4R 2:56 | TKO      | 小柳一樹（倉敷守安）                     | 日本       |                                           |
| 5            | 2014年11月2日  | 勝利 | 4R      | 負傷判定 | 西川諒（井岡弘樹）                       | 日本       |                                           |
| 6            | 2015年3月29日  | 勝利 | 4R      | 判定3-0  | 田中隆介（森岡）                         | 日本       | 2015年西日本バンタム級新人王予選          |
| 7            | 2015年7月19日  | 勝利 | 4R      | 判定3-0  | 平沼勇介（フュチュール）                 | 日本       | 2015年西日本バンタム級新人王予選          |
| 8            | 2015年9月27日  | 勝利 | 5R      | 判定2-1  | 荒木哲（斉藤）                           | 日本       | 2015年西日本バンタム級新人王決勝          |
| 9            | 2015年11月15日 | 勝利 | 5R      | 判定2-0  | 水野拓哉（松田）                         | 日本       | 2015年新人王戦バンタム級西軍代表決定戦    |
| 10           | 2015年12月20日 | 敗北 | 5R      | 判定0-3  | 武田航（角海老宝石）                     | 日本       | 2015年全日本バンタム級新人王決勝戦        |
| 11           | 2016年3月20日  | 勝利 | 2R 1:48 | KO       | ペットガオガラット・ガオラーンレックジム | タイ       |                                           |
| 12           | 2016年6月5日   | 勝利 | 6R 2:30 | TKO      | ジャンプ池尾（関門JAPAN）                | 日本       |                                           |
| 13           | 2016年9月18日  | 勝利 | 8R      | 判定3-0  | 石橋俊（仲里）                           | 日本       |                                           |
| 14           | 2016年12月19日 | 勝利 | 3R 2:44 | TKO      | 大塚隆太（鴻巣茂野）                     | 日本       |                                           |
| 15           | 2017年3月19日  | 勝利 | 6R 2:40 | TKO      | 東泰誠（真正）                           | 日本       |                                           |
| 16           | 2017年8月6日   | 勝利 | 1R 2:00 | KO       | ルンニルン・ゴーラットスポーツスクール   | タイ       |                                           |
| 17           | 2017年11月5日  | 勝利 | 10R     | 判定3-0  | ジョー・テホネス                         | フィリピン | WBC世界スーパーバンタム級ユース王座決定戦 |
| 18           | 2018年7月21日  | 勝利 | 7R終了  | TKO      | オーレドン・シッサマーチャイ             | タイ       |                                           |
| 19           | 2019年2月10日  | 敗北 | 12R     | 判定0-3  | ベン・マナンクィル                       | フィリピン | WBOアジアパシフィックバンタム級王座決定戦 |
| テンプレート |                |      |         |          |                                          |            |                                           |